# 布拉马普特拉河

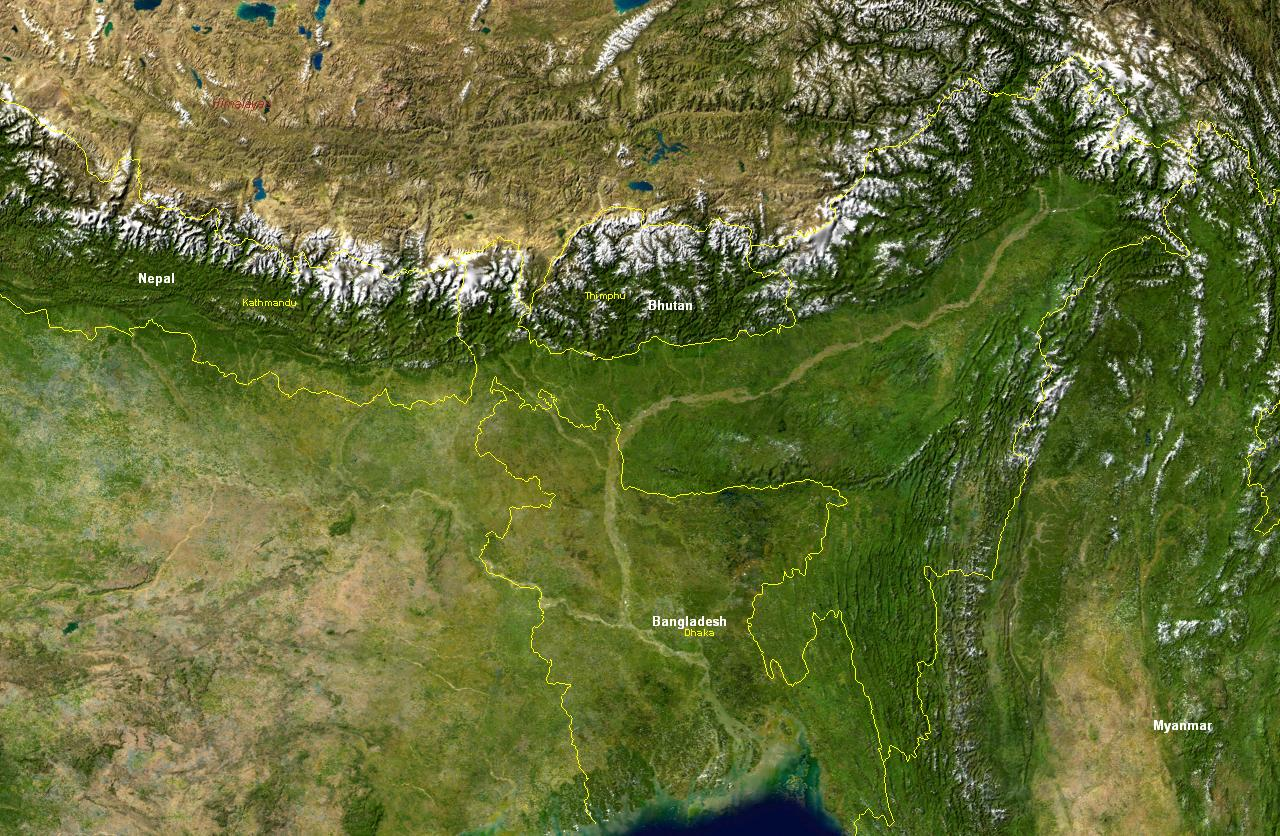
雅鲁藏布江

布拉馬普特拉河（直译：「母親河」，羅馬化：Brahmaputra，直译：「梵天之子」）;《新唐書》 譯迦羅都河，南亚的一条重要国际河流。以水量、长度来说，此河是南亚第一大河。它也是以流量計世界第九大河及以長度計世界第十五大河。
布拉馬普特拉河的上游为中国境内的雅鲁藏布江，长2057公里；流入印度后称为布拉馬普特拉河，长644公里；流入孟加拉国后称贾木纳河，长240公里；在阿里恰与恒河汇流后称帕德玛河，长100公里；在琴德普尔与梅格纳河汇合后仍称梅格纳河长241公里；最后注入孟加拉湾。包括上游雅鲁藏布江在内的全长为2900公里。总流域面积712,035平方公里。流域国有中国、印度、不丹、孟加拉国，四国分别占该河流域面积的51.1%、34%、6.7%、8.2%。

## 地理形态
上游雅鲁藏布江发源于西藏玛旁湖东南约95公里喜马拉雅山脉北麓的杰马央宗冰川（Chemayungdung）。西藏境内最重要的左岸支流为拉喀藏布河（在日喀则西面汇入）与拉萨河、尼洋曲在则拉汇入。年楚河在日喀则从右岸汇入。
雅鲁藏布江在流经西藏後，猝然折向北面和东北面，以一系列激流瀑布，在加拉白垒峰与南迦巴瓦峰组成的群山中间一连串巨大、狭窄的峡谷中切割出一条河道。此後，该河折向南面和西南面，在藏南或印度所称的阿鲁纳恰尔邦境内称为底杭河（Dihang river）或香江（Siang river）。
在巴昔卡附近进入印度阿萨姆邦，在萨地亚（Sadiya）西，转向西南，接纳两条山地河流鲁希特河（察隅河）与狄班河（Dibang）。合流后，约距孟加拉湾1,448公里（900哩），该河自此即称为布拉马普特拉河。此处海拔只有134米，河道呈分汊型，迪布鲁格尔附近河宽达16公里，形成无数岛屿，其中以马高利岛（Magauli）最大。阿萨姆境内的布拉马普特拉河北靠喜马拉雅山东段，南部是那加山区和戈瓦尔巴拉山区。该河在沿著几条辫状的、长724公里的河道穿越阿萨姆平原时，接纳数条来自喜马拉雅山脉的湍急的河流，包括苏班西里河、卡门河、巴雷利河（Bhareli）、丹西里河（Dhansiri）、瑪納斯河（Manas）、坚巴默蒂河（Champamati）、萨拉尔班加河（Saralbhanga）与桑科什河（Sankosh）。布里迪兴河（Burhi Dihing）、迪桑河（Disang）、迪库河（Dikhu）与科皮利河（Kopili）。干流雨季河宽达8公里，大片地区被大规模的洪水淹没。宽阔、活跃的河道变迁，洲滩众多，水流条件和冲淤变化频繁，崩岸剧烈、土地不断受到侵蚀和被泥沙淤积，严重影响堤防、码头、涵闸安全。自1787年以来的摆动幅度一直相当大，该河从未连续两年确切处于同一地方。河中岛屿与大片新冲积地(沙洲)随季节的变化而出现或消失。多年干均流量为19770立方米/秒（孟加拉国Bahadurabad水文站），年最大流量24300立方米/秒(1988年)，年最小流量16300立方米/秒（1985年）；年径流总量6234亿立方米，多年平均输沙率13.94t/s，年输沙总量1.94亿t。来水来沙条件相当于长江中游的螺山站。流域内地下水蕴藏量为279亿立方米。
在图布里以下加罗丘陵（Garo Hills）附近南折後流入孟加拉平原。在流过孟加拉国奇尔马里（Chilmari）後，汇合右岸的蒂斯塔河，接著沿正南方向奔流241公里（150哩），为亚穆纳河。亚穆纳河在瓜伦多卡德（Goalundo Ghat）迤北与恒河汇合後被称为帕德马河（Padma），两河合为一体向东南奔流约121公里。博多河在坚德布尔（Chandpur）附近与梅克纳（Meghna）河合流，通过梅克纳三角湾和一些较小的水道注入孟加拉湾。

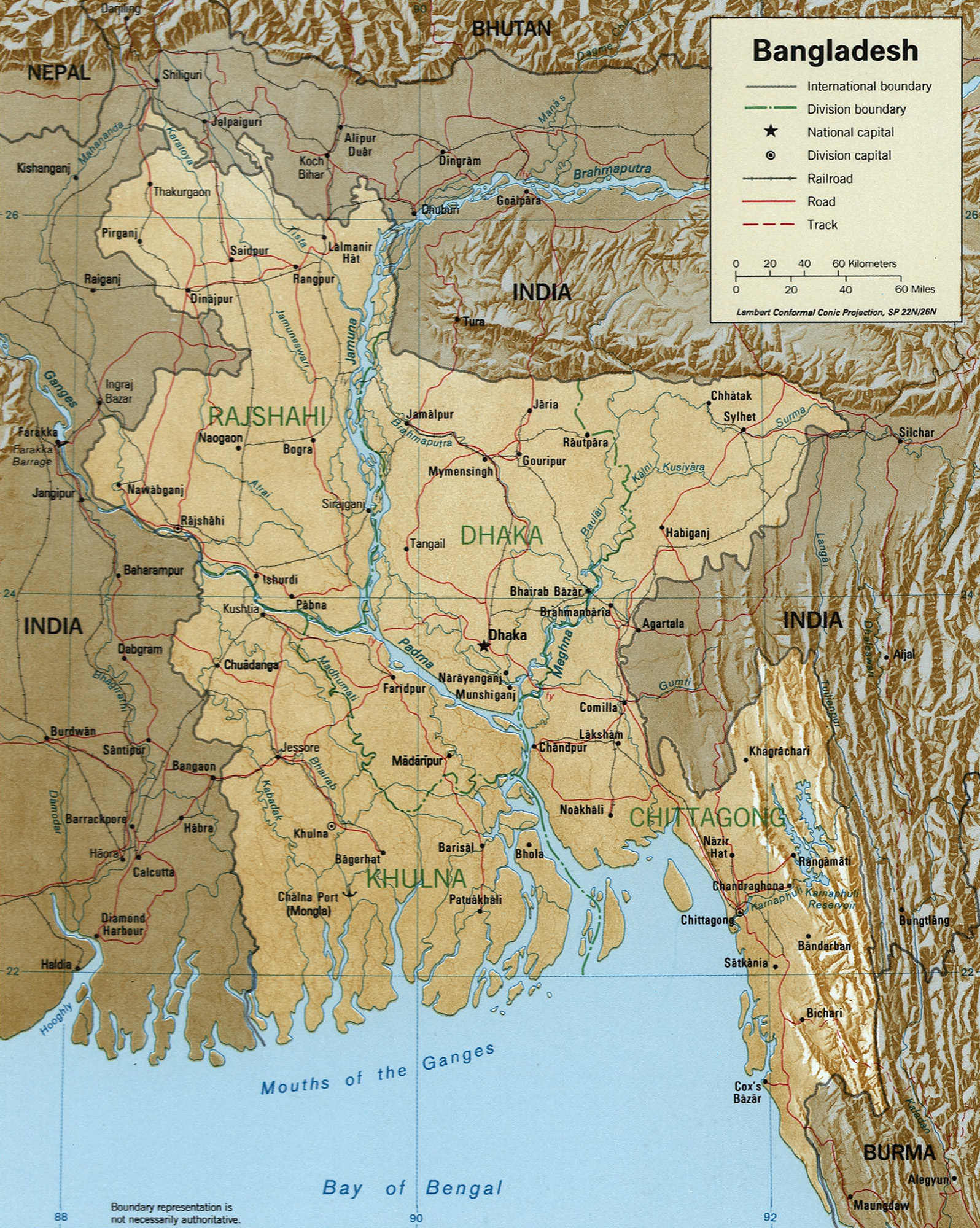
布拉瑪普特拉河流經孟加拉地圖
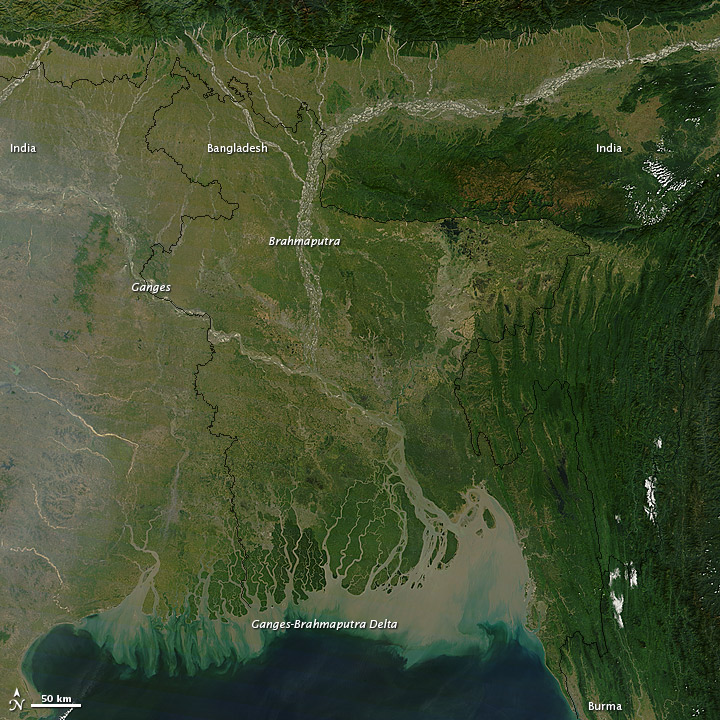
從太空看布拉瑪普特拉河下游

## 气候
下游地区高温多雨，流域中的乞拉朋齐曾测得过世界最高的年降雨量，上中游地区属高原温带气候，沿河而上，降水逐渐减少。在属印度与孟加拉的河谷地段，季风气候稍微缓和一些；热季较平常为短，平均气温在阿萨姆的图布里的26℃（79 ℉）至达卡的29℃（85 ℉）之间。降水量较大，湿度终年皆高。年降雨量在1,778～3,810毫米（70～150吋）之间，多降于6～10月初；3～5月也降小雨。流域内年平均降雨量为2850毫米，从下游的1750毫米到上游东部山区的6400毫米。60%-70%的雨量发生在雨季。

## 航运
直到1947年印度独立，布拉马普特拉河才用作水运主流干道。1990年代，位于萨地亚和杜布日之间的水域被命名为国家2号水道，供货物运输。近年，随着“阿萨姆孟加拉船运公司（Assam Bengal Navigation）引进Charaidew号游轮，沿河的乘船游览也稳步上升。

## 水利资源
上游雅鲁藏布江有丰富的水量和丰沛的水能资源，在中国境内的径流量仅次于长江和珠江。水电蕴藏量为1.1×108kw。干流中游河段可兴建多座水利水电枢纽，水电站装机容量可达几十万至百万千瓦。雅鲁藏布江中小支流和支沟上已兴建多座用于灌溉或发电的水利、水电工程。近几年，不断有传闻中国将在雅鲁藏布江建造全球规模最大的水力发电厂，而引起印度方面的不满。
印度境内布拉马普特拉河，水电蕴藏量为6.6×107kw，占印度水电蕴藏量的44.2%。

## 经济概况

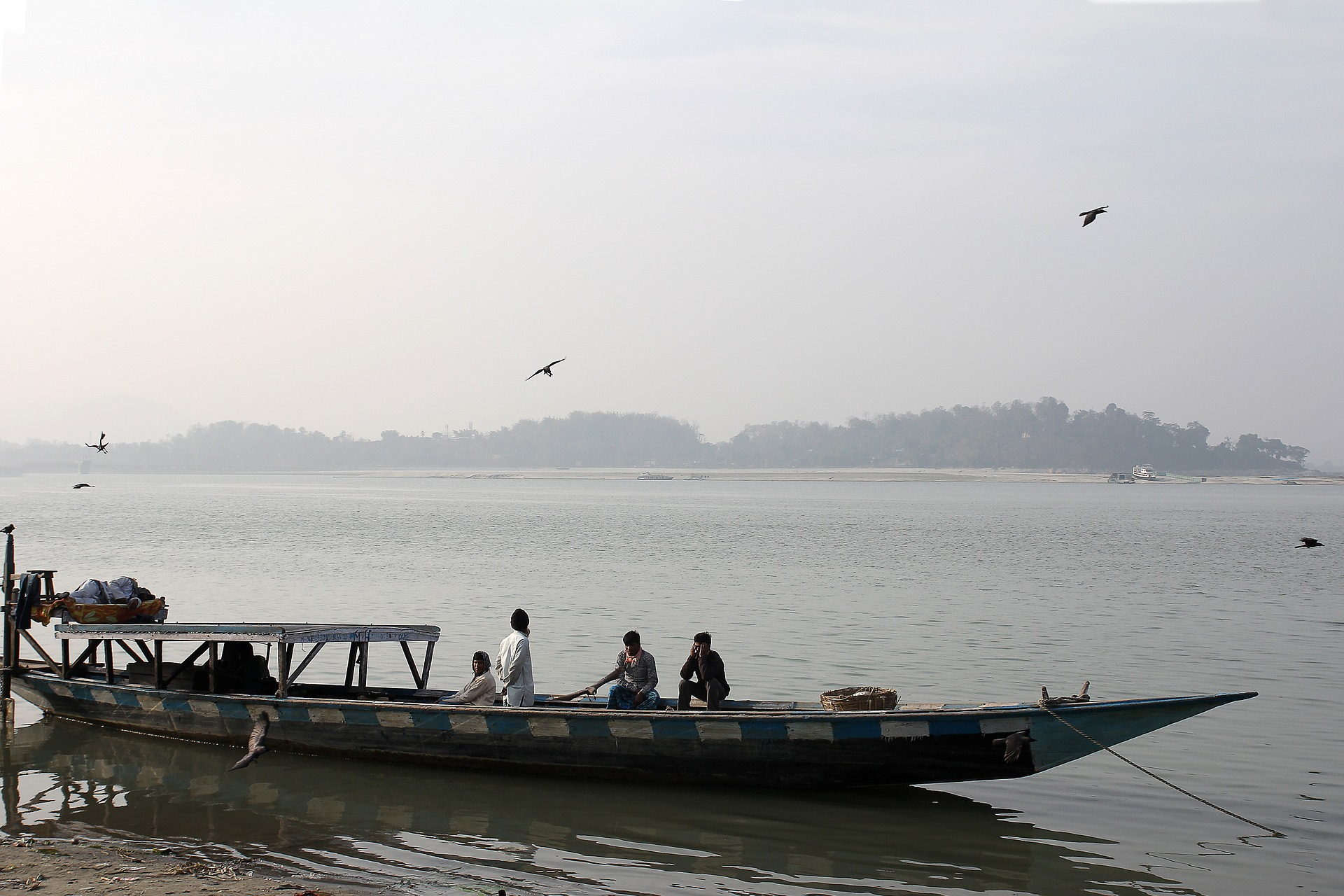
在河上作業的漁民

上游雅鲁藏布江流域面积仅占西藏总面积的1/5，但流域内的人口、耕地面积、工农牧业总产值却均占全西藏的一半以上。雅鲁藏布江流域为西藏政治、经济、文化的中心地带。印度境内是世界著名的黄麻和茶叶产地。下游孟加拉国境内主要为水稻产区。
流域内矿产资源主要有铬、铁、铜、铅、硼等。

## 洪水

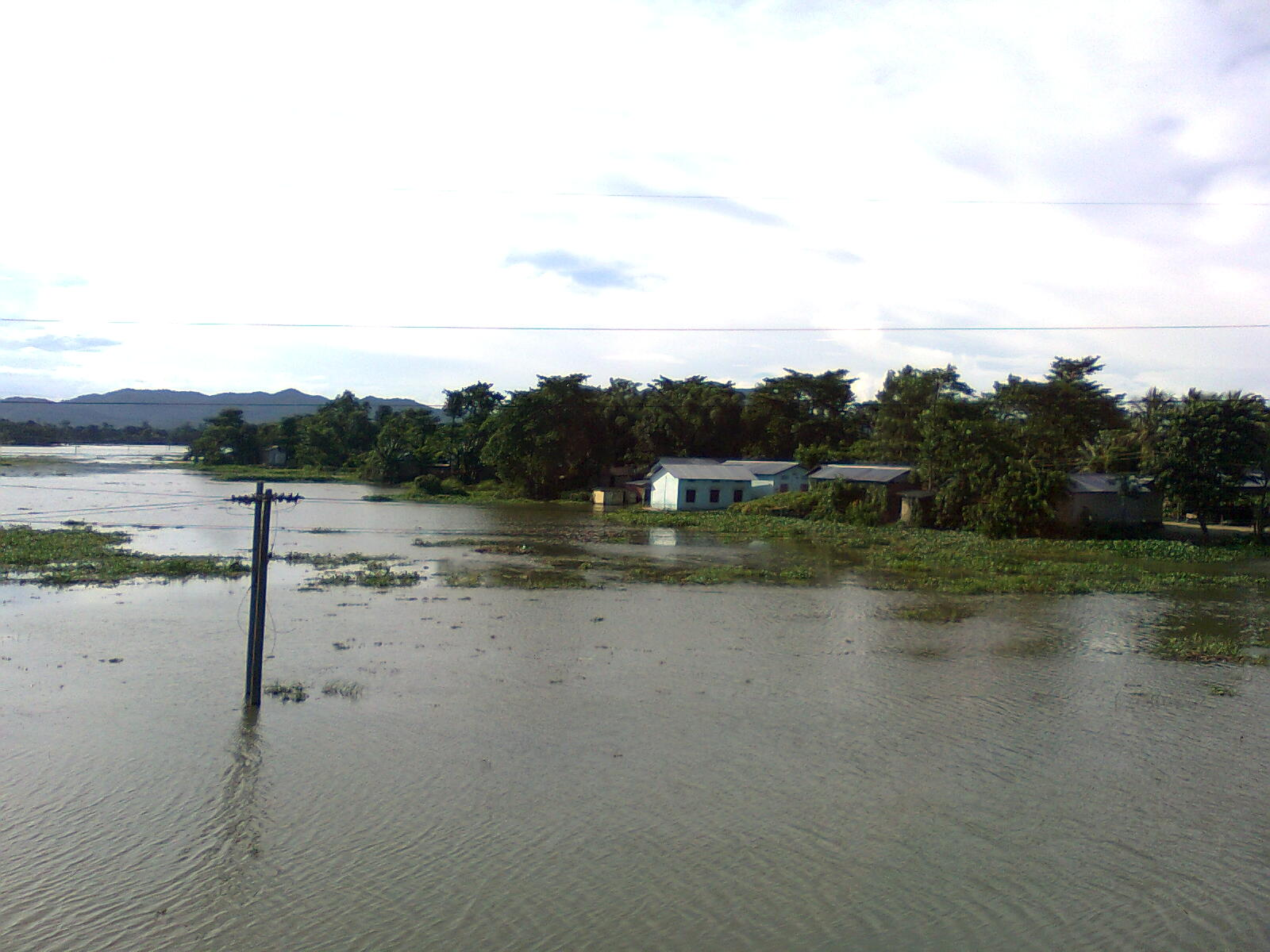
河流沿岸鄉村受氾濫困擾

布拉马普特拉河汛期水文特点暴起暴落，两岸洪灾危害极大。雨季流量约为14,000立方米/秒，阿萨姆河段北、东、南3面为丘陵围绕，年降雨量超过2,540毫米(100吋)，而在孟加拉平原，巨大的降雨量(1,778～2,540毫米)加上蒂斯塔河、多尔萨(Torsa)河与贾尔达卡河的巨大流量而更形盈满。最大历史洪水98600立方米/秒。在巴哈杜拉巴德的实测最大历史洪水，流量为76410立方米/秒。
在印度的强烈要求下，中国同印度建立跨境河流专家级机制，水文报汛和应急事件处理进行交流与合作，并从2002年开始向其提供雅鲁藏布江干流上游奴各沙水文站（距离日喀则93公里）、羊村水文站（位于山南市乃东区）、奴下水文站（位于藏木水电站下游约289km）的汛期水文数据。 